# 红泥山

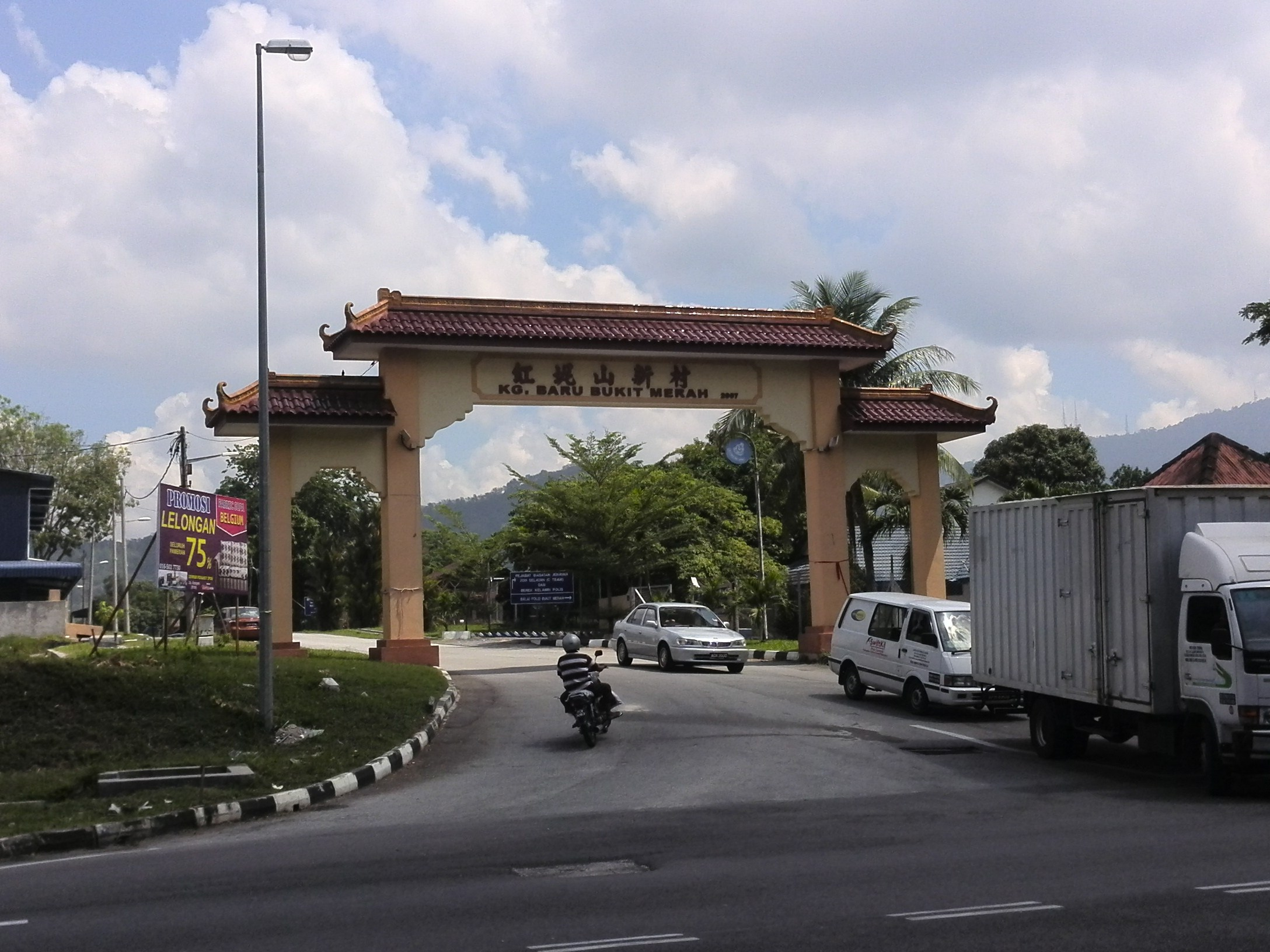
紅泥山新村主要入口處

红泥山新村（马来语：Kampung Baharu Bukit Merah）位于马来西亚霹雳州近打县怡保市,隶属怡保市政厅。由于其马来文名字和比较著名的太平区武吉美拉（Bukit Merah，以水上乐园闻名）相同，所以村民一般都会特别注明怡保、万里望（Menglembu）和拿乞（Lahat）以作区别。据说较早时村子附近有一座红土小丘，故被命名为红泥山（亦有人说最初的名字是“黄泥山”）。

## 历史和背景
在马来西亚紧急状态法令下成立于1952年的新村，村民自周边地区如拿乞石湖、万里望黄戏班、孟加兰、加车仔及山番港等地迁入。

## 区域
只有几个地区有特别命名，即“泥油塘”和“沙屎芭”（方言音译）。“泥油塘”一般指红泥山巴刹向北斜坡以后的地区（即村尾）。而沙屎芭是红泥山华小对面的地区（即村头）。村子有两个入口，村民称之为“大闸”和“细闸”（方言：即小闸；这两个闸门为紧急法令仍生效的年代的村子唯一出入口，当时只有“大闸”开放，“细闸”紧闭）。另外，还有一个和新村面积相若的矿湖，景色额为优美。

## 人口
村里有1200户家，住人的不足1000户。保守估计有6000以上的居民。其中华人占超过95%以上，以客家人（祖籍赤溪、东莞等地）和广东人（祖籍古岡州、四会等）为主，少数福建人和潮州人。也有几户印度人，而马来人一般居住在警察局的宿舍。近年来亦有不少在村子附近工厂工作的外劳在村里租房子。近二十多年有不少人迁往万里望和其他较理想的地方，造成人口下降（人口也开始老化）。

## 经济
由于处于近打谷产锡地，所以村民大部分为矿工、硫琅妹（不少上年纪的妇女曾有洗硫琅的经验）。少数务农、割胶等。据说。经历八十年代锡价大跌，村民已不再以采矿、洗硫琅为生（仍有少数工厂在与新村毗邻的矿湖采矿）。取而代之的是手工鞋业的蓬勃发展（其实早在开村初期已有村民制鞋，只是为数甚少），早年在外（吉隆坡、新加坡）学成制鞋手艺归来的村民在村内开设鞋厂（实为住家式工厂），在辉煌时期相信曾有百家鞋厂。村内的鞋业是以中等、中下价位的女装鞋为主，一般销售到海外，而且品质属优良，在海外有口皆碑。但随着中国鞋的竞争和制作成本的提高，不少鞋厂都相继关闭。由于村民的学识普遍提高，不少人投身各界、创业或成为打工一族等等，传统制鞋业亦不复往日的辉煌（估计仍有4000人从事鞋业或鞋业加工）。至今仍有少数村民割胶，务农为生。

## 语言
广府话（广州话）和客家话（惠阳口音）为主要交际语言，华语一般也能通行。

## 习俗文化
基本上完好保存华人的风俗习惯。其中有除夕夜（初一）接财神、初一晚（初二）开年的习俗；清明时节是村民扫墓的日子（未必是清明节当天）；七月十四（俗称七月半或鬼节）有在门前路旁拜祭游魂的风俗；而在中秋节晚有拜月亮的习惯；村民也会在重要节庆前往村里的神庙（或位于拿乞的将军庙）上香。早年在一些特定日子有看“大戏”（方言，即粤剧）的习惯；村民去世后传统上会葬在位于拿乞的广东义山，也有部分人选择其他地区（如怡保三宝洞等）。其中当地华人葬礼有“买水”的仪式，即到红泥山巴刹（马来文借词，即市集）公众水龙头取水，以象征为往生者梳洗。由于村中以客家人居多，所以“捡骨”的风俗也得以保留。而近年来各政党竞相在华人节庆主办一些晚会（如中秋晚会），以博取村民支持。另外，村子两个入口附近各有一个刻有”泰山石敢当”石碑，作为守护村子的象征。

## 饮食
比较集中在红泥山巴刹（也有一些在巴刹以外的茶室、住家式档口），其中有“料粉”（面食加各种酿料）、云吞面、猪肠粉、刀嫲切（方言，即板面）、经济饭、椰浆饭等等，咖喱粉等等。饮料有“杂雪”（方言，即刨冰）、kopi雪（咖啡冰）、文头浪等等。小吃有炸番薯、炸香蕉、虾饼、糯米饭、包点等等。而整个村子也只有一家冷气式酒家，多用于举办宴会、酒席。

## 交通
绝大多数道路、小巷都以Jalan Merah命名，如Jalan Merah 1/2、Jalan Merah 1/4等等。不计为数甚多的小巷，村里有三条主要公路，分别是第一路、第二路、第三路（马来语分别为Jalan Haji Abdul Wahab 1/2， Jalan Merah 1/2和Jalan Merah 1/4f。这三条道路都是平行的，其中第一路最靠近村子的出入口（也是衔接两个出入口的主要道路），第二路次之而第三路最远。这些路大都年久失修，有凹凸不平的现象（其中以最繁忙的第一路为甚）。基于交通安全考量，早在十几年前公共巴士已不再进入村子载客。而是在村子旁的大路（Jalan Lahat）载送村民，村民被得走一段较远的路。从怡保旧巴士车站（靠近Medan Kidd交通圈）乘搭“普通巴士”（General Omnibus，俗称青车，前往如巴力、木歪、华都牙也等较南的地区），约十五分钟的车程就可到达次村。除了公共巴士，轿车、摩托车和脚踏车也是村民的主要交通工具。校巴则是载送孩子去村外学校的首选（也有学生有父母亲自载送，或骑脚踏车），村内的小学的学生则大多数用摩托车和脚踏车载送，对于较近的居民也有不少选择走路接送。

## 基础设施
- 红泥山华小 （在鼎盛时期有超过数千名学生，因居民搬迁和升中学问题造成学生持续减少；最近在建四层教室（已竣工）和重建礼堂）
- 警察局（在九十年代曾扩建警员宿舍）
- 休闲公园（位于警察局旁，有由鹅卵石铺成健康步道）
- 青年会馆（一般称为青年会，内有一所幼儿园，室外有一有盖篮球场）
- 大众会堂（一般称为大会堂，村民活动的中心）
- 红泥山巴刹（有熟食中心、市集和杂货店）
- 东安会馆（地域乡团，祖籍东莞及新安的客家人创立）
- 崇溪互助社
- 红泥山华小校友会
- 红泥山信义幼稚园（由基督教教会创办的幼儿园）
- 神庙（将军庙、忠灵宫等等）
- 民联行动党红泥山区支部
- 国阵马华红泥山区支部

## 政治
目前红泥山新村属于华都牙也国会议席选区和万里望州议会选区。目前国会议员和州议员是来自民联（民主行动党），分别是西華古瑪和林碧霞。

## 民生
- 土地塌陷（以“沙屎芭”地区最为严重，一般认为是毗邻矿场造成砂土流失）
- 水灾问题（以往主要排水道都是小溪，但于九十年代把小溪都换成新式沟渠后，部分地区或住家都不时发生轻微水灾。一般认为是主要沟渠的水位比每条巷子沟渠的水位来的高缘故。有些巷子只有屋子后方有沟渠而屋前没有，有关政府机构推说屋子后方的沟渠是旧式沟渠，不在他们管辖的范围而不给于清理、疏通。）
- 骨痛热症（作为此病症的黑区，每年有不少居民染上这个疾病。有关当局亦不时在村子喷射灭蚊剂，以杜绝黑斑蚊的滋长）

## 重大事件

### 红泥山反辐射抗毒事件
大约在上个世纪八十年代，日本三菱集团联合马来西亚企业马矿业成立亚洲稀土有限公司，在霹雳州红坭山新村一旁设立化学提炼厂，以从锡矿废料渣中提取釔。釔是一种稀土原料，用途广泛，为科技產品、金属和化学工业的必要原料。釔本身无辐射，但在提炼过程中，会散发出辐射性的尘埃和气体（如釷、铀、铅等），并遗下辐射性废料。这些废料容易通过食物、水和空气被人体吸收，这不但影响人类的免疫系统，更会致癌。统计显示，在该期间红泥山与毗邻地区离奇死亡者有三名、因辐射而患上血癌的儿童有八名（其中六名儿童死亡），先天脑残者五名，最终活下来的只有两名，而孕妇流產、婴儿夭折率也是全马的三倍。为了捍卫家园，红坭山新村连同毗邻数个受影响社区，大约一万五千名村民多次举行和平集会，要求亚稀厂停止营运，并将其控上法庭。这场官司为时十年，是当年最轰动、费时最久的民事官司，并获得海外的媒体和环保专家的支援。红坭山村民成功在一九八五年取得禁令，阻止亚稀厂继续营运；而怡保高庭则在一九九二年下令关闭亚稀厂，但此项判决在一九九三年又被吉隆坡最高法院推翻。
一年之后，亚稀厂碍于民间压力自动关门大吉。如今亚稀厂虽已关闭，但却必须花费十三年的时间和无法估计的金钱拆厂和妥善处理辐射性废料的工作，至於埋藏辐射废料的永久埋毒槽（于升旗山腰，与甲板新村相隔三公里）的管理权则会在二零一六年正式交还于霹雳州政府。二零一二年，红泥山稀土抗毒委员会声援远在关丹的居民，抗议莱纳士来马设厂。

### 除夕大水灾
1988年除夕，不停的大雨造成红泥山新村成立以来最大的水灾。整体地势较低的“泥油塘”最为严重，上涨的河水从窗口流进房子。这场水灾除了造成极大的财务损失，也影响了村民庆祝新年的好心情。